# Анналы королевства франков
Анна́лы короле́вства фра́нков (лат. Annales regni Francorum; ARF) — анналы, описывающие историю Франкского государства с 741 по 829 год; основной источник по всему периоду правления Карла Великого и первой половине правления Людовика I Благочестивого.
Ранее «Анналы королевства франков» в исторической науке носили название «Большие Лоршские анналы» (по Лоршскому монастырю, предполагаемому месту создания) или «Анналы Эйнхарда» (по имени Эйнхарда, их предполагаемого автора), однако, после того как обе гипотезы были опровергнуты, за анналами сохранилось лишь данное название. Анналы были созданы при дворе королей Франкского государства, с целью их возвеличивания и оправдания их экспансионистской политики в отношении соседей.
«Анналы королевства франков» создавались несколькими хронистами и несколько раз редактировались. Первая часть анналов была составлена в 789 году неизвестным автором и описывала события 741—788 годов. Она основана на сочинении «Продолжателей Фредегара» и не дошедших до нас анналах. Затем этот же автор начал вести погодовые записи, продолжив анналы до 793 года. После него работу над анналами вели ещё три анналиста: один описал события за 795—807 годы, второй — за 808—820 годы, третий (им был аббат монастыря Сен-Дени Гильдуин) описал события с 821 по 829 годы. Это так называемая «Первая редакция „Анналов королевства франков“». Она написана на грубой латыни с включением варваризмов. Стремясь возвеличить короля Карла Великого, первый хронист опустил целый ряд событий, которые могли повредить этой цели: он не упомянул о поражении франков в Ронсевальском ущелье в 778 году и восстании Пипина Горбатого в 792 году, а поражение от саксов в сражении при Зюнтеле в 782 году объявил победой франков.
Около 812 года ещё один неизвестный хронист (предполагается, что им мог быть Эйнхард), имевший одну из копий первоначального текста анналов, отредактировал их часть, охватывавшую 741—801 годы (это так называемая «Вторая редакция „Анналов королевства франков“»), исправив текст на более литературный и устранив все умолчания предыдущих авторов анналов.
Таким образом, «Анналы королевства франков» превратились в довольно полное описание истории Франкского государства за период с середины VIII по первую треть IX века. Эти анналы сохранились во множестве рукописей, став основой для позднейших анналов, из которых основные — «Бертинские анналы» для Западно-Франкского королевства и «Фульдские анналы» для Восточно-Франкского королевства.

## Издания
На латинском языке.
- Annales regni Francorum inde a. 741 usque ad 829, qui dicuntur Annales Laurissenses maiores et Einhardi. — Monumenta Germaniae Historica. Scriptores rerum Germanicarum in usum scholarum separatim editi (SS rer. Germ.). Tome VI. — Hannover: Impensis Bibliopolii Hahniani, 1895. — 204 S. Архивировано 15 марта 2016 года.

На русском языке.
Полное издание на русском языке:
- Анналы королевства франков // Хроники королевства франков конца VII — начала X века / Сост., пер. и комм. И. В. Дьяконова. — М.: SPSL; Русская панорама, 2023. — С. 64—170. — (MEDIAEVALIA: средневековые литературные памятники и источники). — ISBN 978-5-93165-499-7.

Фрагменты:
- под названием «Большие Лоршские анналы»: Большие Лоршские анналы // Хрестоматия по истории средних веков. Том 1. Раннее средневековье / Сказкин С. Д. — М.: Издательство Социально-экономической литературы, 1961.
- Анналы королевства франков // Свод древнейших письменных известий о славянах. Том II (VII—IX вв.) / Под ред. Г. Г. Литаврина. — М.: Издательская фирма «Восточная литература» РАН, 1995. — С. 464—479. — 592 с. — ISBN 5-02-017809-8.